# Кобель, Грегор
Грегор Кобель (нем. Gregor Kobel; род. 6 декабря 1997, Цюрих) — швейцарский футболист, вратарь клуба «Боруссия Дортмунд» и сборной Швейцарии.

## Карьера
Сын хоккеиста Петера Кобеля (р. 1972). Заниматься футболом начинал в командах родного Цюриха: сначала в «Зеефельде», чуть позже перебрался в «Грассхоппер». В 2014 году на правах аренды перешел в «Хоффенхайм», который позднее оформил полноценный трансфер юного вратаря. Свою первую игру за основную команду провел 12 августа 2017 года в рамках первого круга розыгрыша Кубка Германии. В том же году дебютировал и на международной арене в матче групповой стадии Лиги Европы против «Лудогорца». Первым и единственным в сезоне 2018/19 Бундеслиги за «Хоффенхайм» стал матч против «Ганновера» 25 сентября 2018 года. В январе 2019 года был отдан в аренду «Аугсбургу», где сразу занял место основного голкипера. Соглашение было рассчитано до 30 июня 2019 года.
В сезоне 2019/20 Грегор Кобель на правах годичной аренды присоединился к «Штутгарту». Будучи основным вратарём, он помог «швабам» вернуться в Бундеслигу. По окончании аренды «Штутгарт» выкупил Грегора на постоянной основе за 7 млн и 200 тыс. евро.
1 июля 2021 года перешёл в «Боруссию Дортмунд» за 15 млн евро. 15 сентября 2021 дебютировал в Лиге Чемпионов в матче против «Бешикташа». Грегор провёл на поле весь матч и пропустил 1 гол, игра закончилась со счётом 2:1 в пользу «шмелей».

## Национальная сборная
Вызывался во все юношеские команды сборной Швейцарии, начиная с команды до 15 лет.
1 сентября 2021 года Грегор дебютировал за основную сборную Швейцарии в товарищеском матче против Греции, он сыграл все 90 минут. Матч закончился со счётом 2:1 в пользу Швейцарии.

## Достижения

### Личные
- Входит в состав символической команды сезона в Бундеслиге (2): 2022/23[7], 2023/24[8]
- Входит в состав символической команды сезона в Бундеслиге по мнению VDV (2): 2022/23[9], 2023/24[10]
- Входит в состав символической сборной сезона Лиги чемпионов УЕФА: 2023/24[11]